# Al-Ghabisijja
Al-Ghabisijja (arab. الغابسية) – nieistniejąca już arabska wieś, która była położona w Dystrykcie Akki w Mandacie Palestyny. Wieś została wyludniona i zniszczona podczas I wojny izraelsko-arabskiej, po ataku sił żydowskiej Hagany w dniu 21 maja 1948 roku.

## Położenie
Al-Ghabisijja leżała na zachodnich zboczach wzgórz Zachodniej Galilei, w odległości 11 km na północny wschód od miasta Akka. Według danych z 1945 roku do wsi należały ziemie o powierzchni 1178,6 ha. We wsi mieszkało wówczas 1240 osób.
| własność gruntów | powierzchnia gruntów (hektary) |
| ---------------- | ------------------------------ |
| Arabowie         | 1177,1                         |
| Żydzi            | -                              |
| publiczne        | 17                             |
| Razem            | 1178,6                         |

| Rodzaj użytkowanych gruntów | Arabowie (hektary) |
| --------------------------- | ------------------ |
| uprawy nawadniane           | 137,1              |
| uprawy zbóż                 | 663,3              |
| zabudowane                  | 58                 |
| nieużytki                   | 372,4              |

## Historia
Badania archeologiczne prowadzone w tym obszarze odkryły pozostałości osad pochodzących z okresu panowania rzymskiego i bizantyjskiego. W czasach wypraw krzyżowych tutejsza osada była nazywana La Gabasie. Według księgi podatkowej z 1596 roku, wieś al-Ghabisijja liczyła wówczas 58 gospodarstw muzułmańskich oraz 2 kawalerów. Mieszkańcy płacili podatki z upraw pszenicy, jęczmienia, bawełny, drzew owocowych i hodowli bawołów. Pod koniec XIX wieku wieś liczyła około 150 mieszkańców, którzy utrzymywali się z uprawy drzew oliwnych, figowych, granatów i ogrodów. W wyniku I wojny światowej w 1918 roku cała Palestyna przeszła pod panowanie Brytyjczyków, którzy utworzyli Mandat Palestyny.

Przyjęta 29 listopada 1947 roku Rezolucja Zgromadzenia Ogólnego ONZ nr 181 przyznała te tereny państwu arabskiemu. Na samym początku wojny domowej w Mandacie Palestyny pod koniec 1947 roku, mieszkańcy wsi al-Ghabisijja zawarli pakt o nieagresji z sąsiednimi osiedlami żydowskimi. W okolicy działały jednak siły Arabskiej Armii Wyzwoleńczej, które paraliżowały żydowską komunikację w całej Galilei. W dniu 27 marca 1948 roku żydowska organizacja paramilitarna Hagana wysłała konwój w celu wzmocnienia obrony oblężonego kibucu Jechi’am. Przy wiosce al-Kabri konwój wpadł w zasadzkę i został rozbity (zginęło 47 żydowskich bojowników). W zasadzce wzięli udział również mieszkańcy ze wsi al-Ghabisijja. Na samym początku I wojny izraelsko-arabskiej Izraelczycy przeprowadzili operację „Ben-Ami”, w trakcie której żołnierze Brygady Karmeli w nocy z 20 na 21 maja 1948 roku zajęli wieś al-Ghabisijja. Przeprowadzono wówczas selekcję mieszkańców, znajdując 6 osób, które brały udział w napaści na konwój Jechiam. Według relacji świadków, osoby te zostały rozstrzelane. Wszystkich mieszkańców wsi wysiedlono, a następnie większość domów wyburzono.
Większość mieszkańców uciekła do pobliskiego Libanu, jednak część pozostała i ukryła się w okolicznych arabskich wsiach. Ich obecność w Izraelu została ujawniona podczas spisu ludności w październiku i listopadzie 1949 roku. W kolejnych miesiącach podjęli oni wielokrotne próby powrócenia do swojej wioski, co niektórym z nich udało się zrobić nielegalnie. W dniu 24 stycznia 1950 roku wojskowy gubernator Galilei wezwał mieszkańców al-Ghabisijji do opuszczenia wsie w ciągu 48-godzin, a następnie ogłosił jej obszar zamkniętą strefą wojskową. Osoby, które nie podporządkowały się zarządzeniu, zostały ukarane grzywnami lub karą kilku miesięcy więzienia. Wysiedleni Arabowie znaleźli schronienie w sąsiedniej wiosce Szajch Dannun, jednak całe zdarzenie stało się temat burzliwej dyskusji publicznej. Przywódcy lewicowej partii politycznej Mapam potępili je, natomiast mieszkańcy sąsiednich osiedli żydowskich wydali oświadczenie, że „Arabom z al-Ghabisijji w żadnym wypadku nie wolno pozwolić na powrót do ich wioski”. W 1951 roku Arabowie wystąpili ze skargą do Wojskowego Sądu Najwyższego Izraela. Po rozpatrzeniu sprawy sąd uznał, że ustanowienie zamkniętej strefy wojskowej było ogłoszone w sposób nieprawidłowy, a w konsekwencji „wojskowy gubernator nie miał uprawnień do eksmisji mieszkańców i nie miał uprawnień, do zakazani im powrotu lub przebywania tam”. Władze wojskowe w dwa dni później zareagowały ponownym ogłoszeniem zamkniętej strefy wojskowej, tym razem w sposób zgodny z przepisami. Mieszkańcy ponownie odwołali się do sądu, który orzekł, że nowe decyzje władz wojskowych są zgodne z prawem i mieszkańcom nie wolno przebywać w obszarze al-Ghabisijji bez specjalnych pozwoleń. Wieś pozostała opuszczona i w 1955 roku jej ziemie zostały oficjalnie wywłaszczone. Z zabudowań pozostał jedynie meczet. W lipcu 1972 roku dawni mieszkańcy wsi założyli komitet i wystąpili do rządu z prośbą o zezwolenie na przeprowadzenie napraw meczetu i odnowienie cmentarza. Władze nie wyraziły na to zgody, a następnie sprzedano grunty wioski. Pomimo oficjalnych zakazów od 1994 roku członkowie komisji wiejskiej modlą się przy meczecie. W styczniu 1996 roku władze zamknęły wejście do meczetu, jednak Arabowie przechodzili przez ogrodzenie i nadal modlili się we wnętrzu. Konflikt trafił w 1997 roku do sądu w Akce, który odmówił wydania zezwolenia na powrót wiernych do meczetu.

## Miejsce obecnie
Teren wioski al-Ghabisijja pozostaje opuszczony, natomiast pola uprawne zajął utworzony w 1950 roku moszaw Netiw ha-Szajjara. Palestyński historyk Walid Chalidi, tak opisał pozostałości wioski al-Ghabisijja: „Jedynym punktem pozostaje jedynie meczet z kopułą, łukowatymi drzwiami i oknami, oraz dekoracyjnym łukiem w fasadzie. Pośrodku gęstego lasu cyprysów posadzonego na terenie wsi widać wiejski cmentarz, gruzy domów i tarasy. W obszarze wioski rosną także kaktusy”.